# Saker LSV
Le Wessex Saker Light Strike Vehicle (véhicule d'assaut léger) était un véhicule léger de l'Armée de terre britannique très ressemblant à un « sandrail » (une sorte de buggy des sables dans le même style qu'un Desert Patrol Vehicle).

## Historique
Il a été produit à la fin des années 1980 pour le Special Air Service anglais, d'après un concept de la firme Wessex et de Devonport Management Limited (en).
Le châssis était constitué de tubes soudés et la puissance, transmise aux seules roues arrière, provenait d'un moteur Volkswagen essence de 1 600 cm3 à refroidissement par air.
C'était un véhicule à deux places, qui pouvait au-choix être armé d'une mitrailleuse FN MAG de 7,62 mm ou d'une M2 en calibre .50.